# Don't Be Cruel
"Don't Be Cruel" er en komposition af Otis Blackwell og Elvis Presley.
Sangen er indspillet af Elvis Presley i RCA's studie i New York den 2. juli 1956 og udsendt 13. juli som B-side på en single med "Hound Dog" som A-side. Denne single blev så populær, at både A- og B-siden var på toppen af hitlisterne, – samtidig. Det var i øvrigt første gang nogensinde, at en singleplade på samme tidspunkt lå på førstepladsen af de tre amerikanske 'Billboards': Pop, Country & Western samt Rhytm & Blues.
Dette var på daværende tidspunkt Presleys bedst sælgende singleplade og den lå på hitlistens førsteplads fra juli 1956 og 11 uger frem, indtil den måtte vige pladsen for "Love Me Tender", der er titelmelodi til Love Me Tender, Elvis Presleys første film.
Elvis optrådte ofte med sangen, fx under sine "Dinner Show"-koncerter på The Hilton Hotel i Las Vegas i 1975. En indspilning herfra findes på Presleys live-album Dinner At Eight, som kom på gaden den 15. november 2002.
Den 24. september 2002 udgav RCA en CD med titlen "ELV1S 30 #1 HITS" (bemærk at 'i' i Elvis er erstattet af et 1-tal), hvor "Don't Be Cruel" var med. Denne nye CD blev, ligesom i sin tid sangene på den, nummer 1 på hitlisterne rundt om i verden, – 25 år efter kunstnerens død!

## Oprindelse
Otis Blackwell havde skrevet "Don't Be Cruel" i 1955 og tilbudt den til vokal-gruppen The Bachelors, som dog ikke kunne se muligheder i den og derfor takkede nej. Elvis Presley havde tilfældigvis hørt en demo-version af sangen og ønskede at indspille denne, dog under forudsætning af, at han blev opført som medforfatter af forretningsmæssige grunde. Derfor nævnes Elvis altid som medforfatter til "Don't Be Cruel", selv om han ikke reelt var medkompositør af sangen.

## Andre kunstneres indspilning
"Don't Be Cruel" er siden indspillet af andre kunstnere, bl.a. Bill Black i 1960 og Ringo Starr i 1992.